# Sphaerodactylus roosevelti
Sphaerodactylus roosevelti är en ödleart som beskrevs av  Grant 1931. Sphaerodactylus roosevelti ingår i släktet Sphaerodactylus och familjen geckoödlor. Inga underarter finns listade i Catalogue of Life.